# Rincón de la Victoria
Rincón de la Victoria település Spanyolországban, Málaga tartományban. Rincón de la Victoria Málaga, Moclinejo, Vélez-Málaga, Macharaviaya és Totalán községekkel határos. Lakosainak száma 52 230 fő (2024).

## Népesség
A település népessége az elmúlt években az alábbi módon változott:
| Lakosok száma | 24 224 | 30 169 | 35 714 | 38 666 | 41 216 | 42 688 | 45 138 | 47 179 | 50 569 | 52 230 |
|               | 2001   | 2004   | 2007   | 2009   | 2012   | 2014   | 2017   | 2019   | 2022   | 2024   |